# Doylestown (Pennsylvania)
Doylestown település az Amerikai Egyesült Államok Pennsylvania államában, Bucks megyében, melynek megyeszékhelye is. Lakosainak száma 8300 fő (2020. április 1.).

## Népesség
A település népességének változása:

| 2010 | 8 380 |
| 2020 | 8 300 |